# Provincie 16 spišských měst
Provincie XVI spišských měst (německy Provinz der XVI Zipser Städte; latinsky Provincia sedecim oppidorum Scepusiensium; maďarsky XVI szepesi városi kerület) byl samosprávný celek 16 spišských měst (na severu dnešního Slovenska) v rámci Uherského království. Existoval v letech 1778–1876. Byl to poslední existující samosprávný útvar na spišském území, mimo tamní župu.

## Dějiny
Tento spolek byl nástupnickým útvarem Provincie 13 spišských měst, která do roku 1772 spadala pod správní pravomoc Polsko-litevské unie v rámci tzv. spišské zástavy. Rakouská císařovna a uherská královna Marie Terezie získala při prvním dělení Polska tato území zpět pod vládu uherské koruny a o 6 let později, dne 5. června 1778, potvrdila těmto městům jejich privilegia z předchozích staletí a statutem jim určila vlastní samosprávu. K třinácti původním spišským městům připojila ještě Starou Ľubovňu, Podolínec a Hniezdne, čímž vznikla Provincie 16 spišských měst se sídlem ve Spišské Nové Vsi.
V politických záležitostech byla provincie přímo podřízena Uherské místodržitelské radě, v hospodářských a finančních otázkách Uherské královské komoře. V čele provincie stál volený hrabě (Landgraf, comes terrestris), jemuž se správou pomáhali tři přísedící, notář a právní zástupce; dále provincie měla vlastní soud s hrdelním právem, znak a pečeť. Jednotlivá města si volila rychtáře, přísežné, notáře a městskou radu.
V rámci josefínských reforem byla provincie v dubnu 1785 začleněna do Košického distriktu a krátce nato, 1. listopadu téhož roku, úplně zrušena a včleněna do Spišské župy. V říjnu 1791 se však v souvislosti se zrušením reforem císařem Leopoldem II. provincie opět osamostatnila. Nicméně, župní úřady od té doby vyvíjely důslednou snahu, aby všechna stará spišská výsadní území (vedle šestnácti měst ještě Stolice X spišských kopiníků, Královské dominium Ľubovňa a Podolínec a svobodná královská města) byla zrušena a podřízena plně župní pravomoci.
Během revoluce byl roku 1849 provinční hrabě nahrazen vládním komisařem a provincie byla zorganizována do nové správní formy – Vládního komisariátu XVI spišských měst. V důsledku porevolučního zrušení patrimoniální správy byla od roku 1850 města provincie začleněna přímo do župy a soudní agendu přebraly nově zavedené okresní soudy. Po obnovení ústavnosti v Rakouském císařství byla Provincie XVI měst sice roku 1861 znovu ustavena podle původního tereziánského privilegia, avšak v této podobě vydržela jen 9 let, když byla panovnickým nařízením její samospráva zformována podle jednotného župního vzoru a hrabě přestal být napříště volen, ale byl jmenován přímo panovníkem na návrh vlády. Roku 1876 byl tento už pouze formálně existující správní celek zrušen a definitivně sloučen se Spišskou župou.

## Znak
Znak provincie byl 16 spišským městům udělen ve formě pečeti královnou Marií Terezií a jejím spoluvládcem Josefem (II.) listinou z roku 1778. V barokním modře a červeně děleném štítě je nahoře skalnatá stříbrná hora o třech vrcholech v hlavě provázená utvářeným sluncem a šestihrotou hvězdou, dole dvě stříbrná vlnitá břevna. Ve zlatém srdečním štítku černé iniciály I(osephus) II M(aria) T(heresia). Na štítě spočívá otevřená koruna o třech viditelných listech a dvou hrotech s perlami. Štít drží dva gryfové. Dle barevného vyobrazení privilegia jsou nebeská tělesa, štítonoši, koruna, kartuše, i arabeska zlaté. Opis zní: SIGILLVM SEDECIM OPPIDORVM SCEPVSIENSIVM•1774. Po připojení provincie k „velké“ Spišské župě znak provincie zanikl.